# لاخشك (ديناران)
لاخشك (بالفارسية: لاخشک) هي قرية تقع في إيران في قسم دیناران الريفي. يقدر عدد سكانها بـ 16 نسمة بحسب إحصاء 2016.